# FM802
FM802 (エフエムはちまるに, Efu Emu Hachi Maru Ni) est une station de radio commerciale basée dans l'arrondissement Kita-ku d'Osaka, au Japon, diffusée sur la fréquence FM 80.2 depuis le Mont Iimori. Tard venue sur le marché de la radiodiffusion, FM802 essaie de se différencier des stations existantes. Par conséquent, plutôt que de mettre en avant la musique promue par les sociétés de productions, les animateurs de la radio choisissent leurs morceaux de musique et en changent souvent. La station est considérée comme la plus populaire parmi les jeunes générations à Osaka.
FM802 a été fondée en septembre 1988, et émet depuis  juin de l'année suivante. La station est membre du plus petite réseau de radios FM au Japon, Japan FM League (JFL). Elle fonctionne 24 heures par jour, sept jours par semaine.

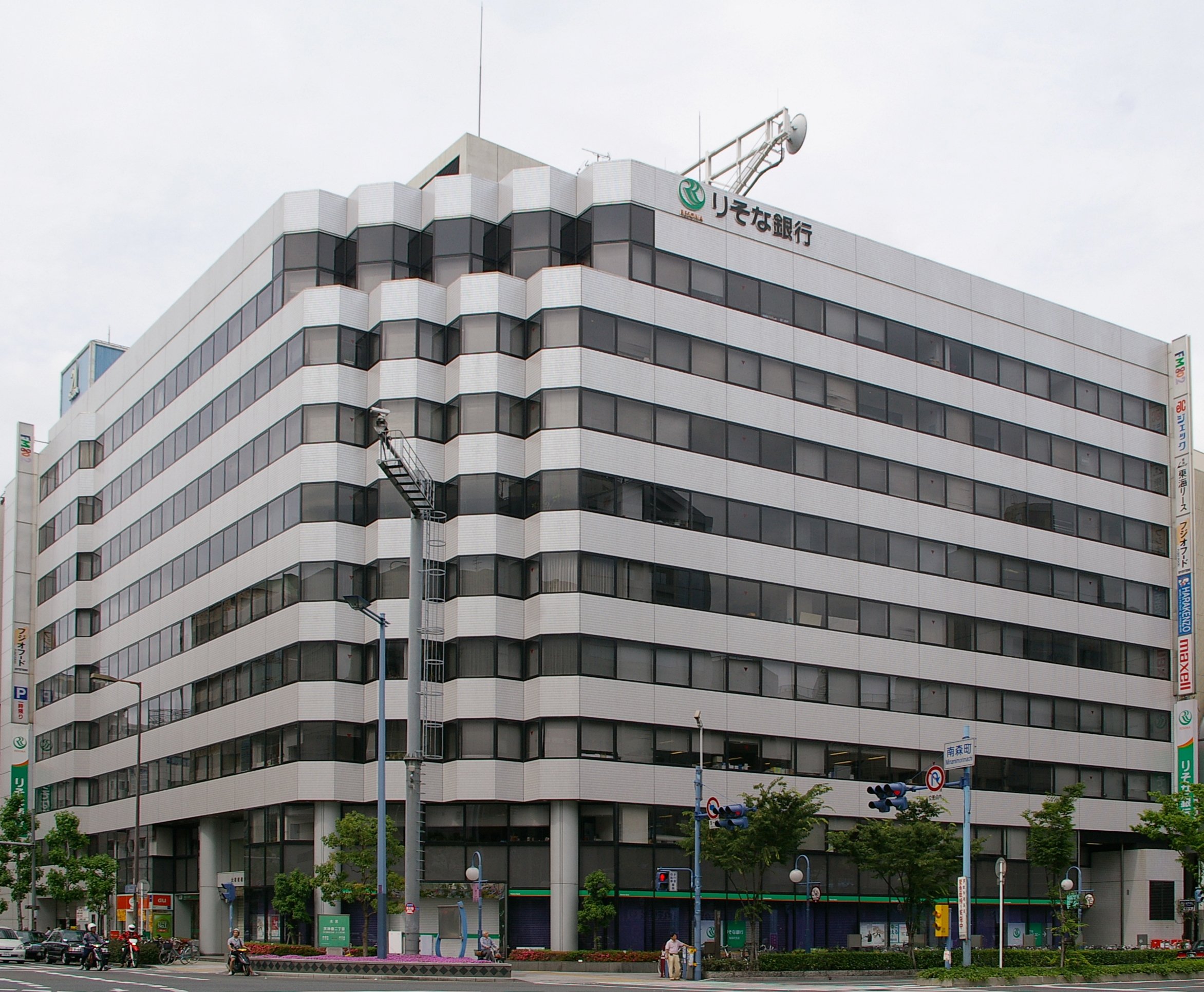
Studios de FM802